# Sloupová síň Pražského hradu

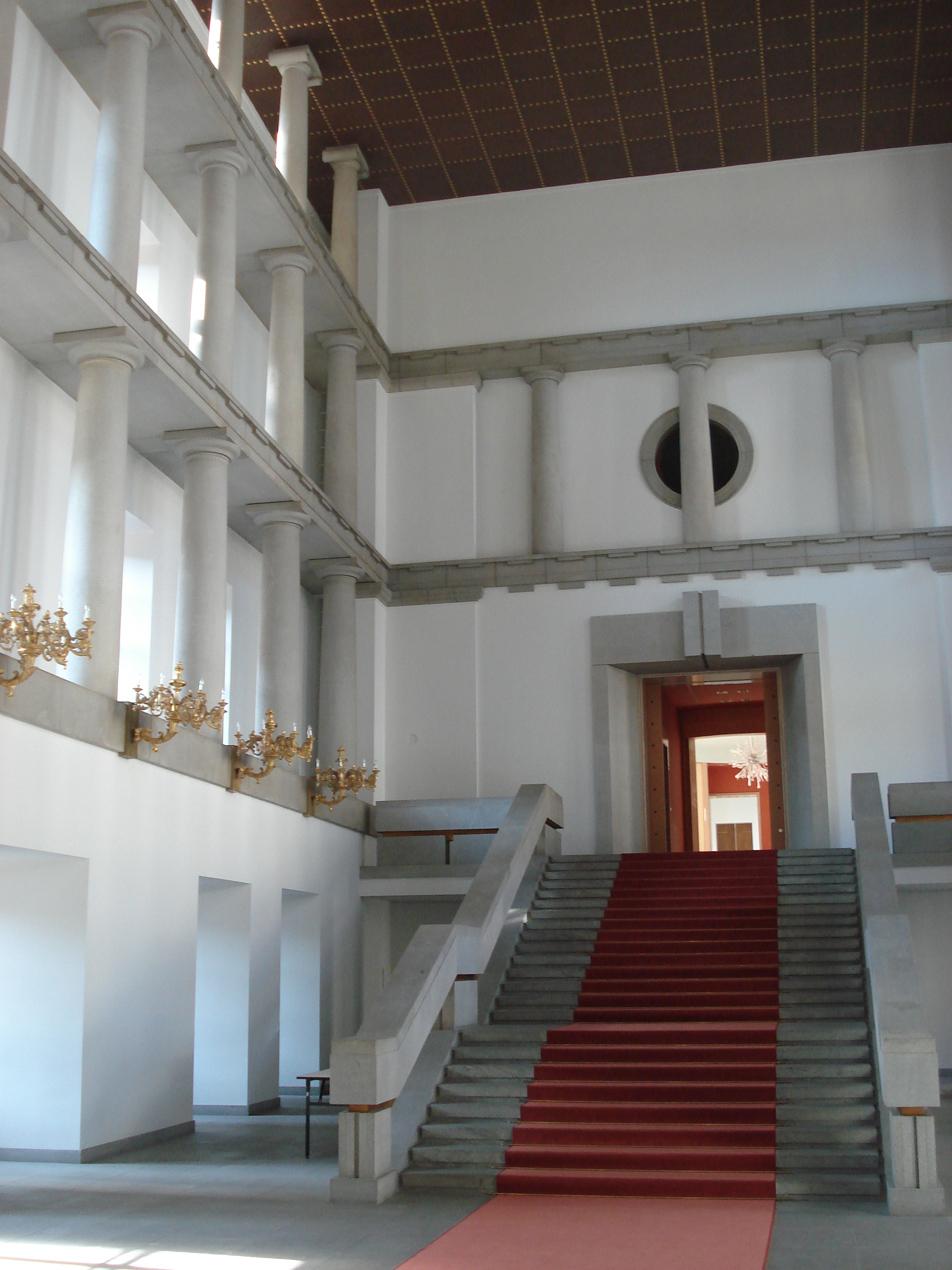
Sloupová síň se schodištěm

Sloupová síň Pražského hradu je slavnostní vstupní prostor se schodištěm, vedoucím do prostor severního křídla Pražského hradu, zejména ke Španělskému sálu. Vznikla během úprav Hradu jako sídla prezidenta republiky v letech 1927-1930 vybouráním pater západního křídla II. nádvoří podle plánů slovinského architekta J. Plečnika. Ten zachoval vnější vzhled fasád a i uvnitř připomněl bývalá patra třemi dekorativními sloupořadími nad sebou; odtud i název síně.
Do Sloupové síně se vstupuje přímo z průjezdu Matyášovy brány a odtud přes Rothmayerův sál do Španělského sálu a Rudolfovy galerie.